# 아넬리제 미헬
안나 엘리자베트 "아넬리제" 미헬(독일어: Anne Elizabeth Anneliese Michel, 1952년 9월 21일 ~ 1976년 7월 1일)은 독일의 가톨릭 신자 여성으로서 악마에게 빙의를 당한 후에 구마 예식을 받았다. 아넬리제 미헬의 사례를 소재로 한 영화로는 《엑소시즘 오브 에밀리 로즈》와 《레퀴엠》 등이 있다.

## 어린 시절
아넬리제 미헬은 1952년 9월 21일 독일 바이에른주 라이블핑에서 독실한 가톨릭 가정에서 태어났다. 16세가 되던 해에 그녀는 심한 경련을 일으켰으며 간질로 뇌전증진단을받았다. 곧이어 그녀는 기도하는 동안 종종 환각상태에 빠지곤 하였다. 1973년 그녀는 우울증에 시달렸으며, 자주 "너는 저주받았다.", "너는 지옥에서 썩게 될 것이다."라고 말하는 환청을 듣게 되었다.

## 정신과 치료
정신병원에 입원해보았지만, 미헬의 상태는 전혀 호전되지 못하였다. 오히려 그녀의 우울증은 더욱 깊어만 갔다. 그녀는 의료치료를 아무리 해도 전혀 나아지지 않자 좌절에 빠졌다. 장기적인 의료치료는 결국 실패로 끝났으며, 상태는 시간이 갈수록 악화되어갔고 우울증도 심해졌다. 경건한 가톨릭 신자였던 미헬은 혹시 자신의 몸에 지금 악마가 들어온 것이 아닐까 하고 생각하기 시작했다. 특히 미헬은 성당이나 성화상이 안치된 장소, 십자고상 등의 성물을 접할 때마다 몸이 거부반응을 일으켰는데, 이 때문에 악마가 자신의 몸에 들어왔다고 생각하게 되었다. 미헬은 구마 예식을 받는 동안 향정신병약을 처방받았는데, 의사에 따라 복용을 계속 할 수도 있었고, 안할 수도 있었다.
1970년 6월 미헬은 정신병원에 입원해있는 동안 세 번째로 발작을 일으켰으며, 처음으로 항경련제를 처방받았다. 처방받은 약의 명칭은 알려져 있지 않은데(미헬을 다룬 영화상에서는 감부트롤이라고 나오지만, 이는 허구이다), 미헬의 증상을 당장 완화시키지는 못하였다. 또한 미헬은 대낮에 수차례 악마의 얼굴을 봤다고 지속적으로 이야기했으며, 의약품은 결코 자신에게 아무런 도움도 되지 못한다고 확신하였다. 그녀는 점점 자신의 병이 영적인 것이라고 확신하게 되면서, 결국 자신에게 구마 예식을 거행해줄 것을 가톨릭교회에 요청하게 되었다. 같은 달에 미헬은 클로르프로마진과 유사한 정신분열증과 불안 행동에 특효를 지닌 페노티아진과 아올렙트라는 약을 처방받았다. 1973년 11월 미헬은 테그레톨이라는 항간질제를 복용하기 시작했다. 아넬리제 미헬은 사망하기 전까지 이 약을 많이 복용하였다.

## 구마와 죽음

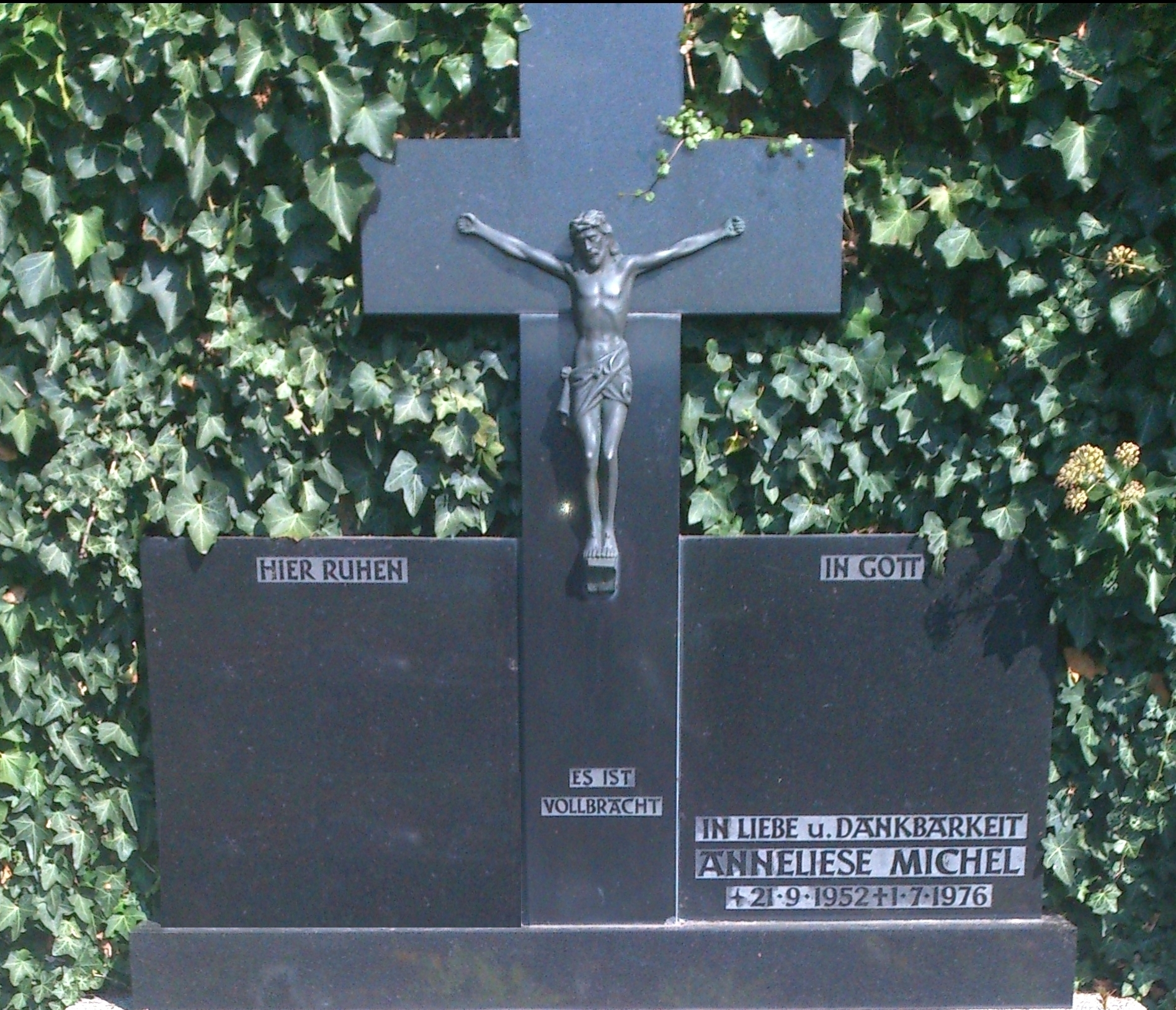
미첼의 무덤, 그것은 순례의 장소가 되었다.

결국 미헬과 그녀의 가족 모두 악마의 짓으로 확신하고, 몇몇 사제들에게 악마를 퇴치하는 구마 예식과 관련한 상담을 요청하였다. 하지만 사제들은 모두 구마 요청을 거부하고 오히려 지속적으로 의료치료를 받을 것을 권하였으며, 구마 예식을 받으려면 교구장 주교의 허락이 먼저 필요하다고 알려주었다. 결국 인근 동네에서 교구장 대리인 에른스트 알트 신부를 만났는데, 그는 미헬을 살펴보고 나서 간질병 환자로 보이진 않는다고 판정을 내렸다. 알트 신부는 미헬이 악마의 빙의로 고통을 받고 있는 것이라고 생각했다. 그래서 그는 교구장에게 미헬에 대한 구마 예식을 거행할 수 있도록 허락해달라고 요청하였다. 1975년 9월 요제프 슈탕글 주교는 렌츠 신부에게 미헬에게 1614년 로마 예식서에 의거한 구마 예식을 집전할 것을 허락하였지만, 철저하게 비밀리에 할 것을 당부하였다. 렌츠 신부는 9월 24일에 처음으로 구마 예식을 집전하였다.
일단 그녀가 악마에게 사로잡혔다고 확신한 구마 사제들과 아넬리제 미헬 그리고 그녀의 가족들은 의학 치료를 중단하고 미헬의 운명을 구마 예식에 걸었다. 1975년부터 1976년까지 대략 10개월 동안 주당 1~2차례씩 최대 4시간까지 총 67차례 구마 예식이 거행되었다. 그리고 언제부턴가 미헬은 죄인들이 저지르는 악행에 대해 자신이 대신 속죄를 하고 싶다는 말을 계속 하다가 급기야는 음식을 먹는 것을 거부하였다. 그녀의 요구에 따라 의사들은 더는 진찰하지 않았다.
1976년 7월 1일 아넬리제 미헬은 잠자던 중에 23세의 나이로 사망하였다. 부검 보고서에 의하면 그녀의 사망 원인은 거의 1년에 걸쳐 구마 예식이 집전되는 동안 기아상태로 인한 영양실조 및 탈수 때문이라고 한다. 사망 당시 그녀의 몸무게는 30.91킬로그램이었다.

## 고발
아넬리제 미헬의 죽음에 대해 수사가 이뤄지면서 그 지역 검사는 아넬리제 미헬의 죽음은 죽기 일주일 전만 하더라도 미연에 방지할 수 있었다고 주장하였다.
1976년 검찰은 아넬리제 미헬의 부모와 에른스트 알트 신부, 아르놀트 렌츠 신부를 미헬을 죽음에 이르게 한 죄목으로 고소하였다. 사건 조사가 이루어지면서 아넬리제 미헬의 시신은 재부검을 위해 무덤에서 꺼내졌으며, 그녀를 죽음에 이르게 한 11개월에 걸친 구마 예식 동영상이 법정에서 틀어졌다. 피고인들의 변호는 에리히 슈미트 라이히너 변호사가 맡았다. 주 정부는 사건에 연루된 사제들에게 감옥형 대신 벌금형을 내릴 것을 주문하였다. 그리고 아넬리제 미헬의 부모에 대해서는 이미 충분히 고통을 받고 있는 상태이기 때문에 처벌에서 제외할 것을 요청하였다.

## 재판
재판은 1978년 3월 30일 지방 법원에서 열렸으며 당시 초미의 관심사를 받았다. 알트 신부의 의학적 도움 요청으로 증인으로 나선 리처드 로스 박사는 아넬리제 미헬이 정신이상자가 아니라고 증언하였다. 사제들은 교회가 지정한 변호사들이 변호를 맡았으며, 아넬리제 미헬의 부모는 에리히 슈미트 라이히너가 변호를 맡았다. 슈미트 라이히너는 구마 예식은 독일 헌법에 따라 시민의 자유로운 종교적 신념을 행사한 것이기 때문에 합법적이라고 주장하였다. 변호인 측은 구마 예식 당시 상황을 녹음한 테이프를 법정에서 재생하였다. 테이프 내용 중에는 종종 악마가 떠든 것이라고 주장되는 괴이한 목소리가 나오는데, 변호인 측은 이를 미헬이 악마에게 씌었다는 증거로 내세웠다. 고소당한 두 사제는 모두 강한 신념을 갖고 아넬리제 미헬이 악마에게 시달렸다는 것과 그녀가 죽기 바로 전에 구마 예식을 통해 비로소 악마로부터 해방되어 자유로워졌다고 진술하였다. 결국 법정은 피고인들에게 태만으로 인한 과실치사에 의한 유죄를 평결하고 6개월 징역형(나중에 집행정지됨)과 3년 보호관찰기간을 선고하였다. 법정의 판결은 변호인 측이 예상했던 것보다는 훨씬 가벼운 형이었지만, 검사 측이 예상했던 것보다는 중형이었다. 검사 측은 사제들에게 단순히 벌금만 물고 부모에 대해서는 유죄이긴 하지만 형사 처분은 하지 말아달라고 요청했기 때문이다. 재판기간 내내 있었던 주요 논쟁은 바로 교회 자체와 관련되어 있었다. 무죄 판결은 더 많은 구마 예식을 허용하고 장차 더 많은 불행한 사태를 초래할 위험이 있다고 비춰질 수도 있었다. 그러나 대부분의 사람은 오히려 정반대의 결과를 낳을 것으로 기대하였다. 즉 사제들과 부모에게 과실치사 혐의를 지우는 것을 통해 장차 구마 예식을 행할 때 있어서 방식의 변화와 더 많은 조심성을 가져오게 될 것이라는 믿음이었다.